# 光學微腔

脉冲照明的微腔动力学时间分辨模拟。

光学微腔（英語：Optical microcavity）或微谐振器（microresonator）是由两端為反射面而其中為间隔层或光学介质形成的结构，或者通过以圆形方式包裹波导以形成环而形成的结构。前者为驻波腔，后者为行波腔。之所以称为微腔，是因为它的尺寸通常只有几微米厚，而其间隔层有时甚至在纳米大小。与普通激光器原理一样，这造成了一个允许在间隔层内形成驻波或在环中绕行的行波的光学腔或光学谐振腔。

## 应用与效果
传统光学腔和微腔之间的区别主要在于系统的尺寸，但微腔的工作原理通常可以用较大的光学谐振器来理解。在微腔中可以观察到光电磁场的量子效应。例如，原子的自发发射率和原子的行为会被微腔改变，这种现象被称为受抑制的自发发射 。如果周围环境极小，可以想象没有光子发射。这导致发射光谱显着变窄。
此外，由于强光禁闭，非线性效应增强了几个数量级，导致微谐振器频率梳的产生，还有像是低功率参数过程     包含了 下变频、二次谐波产生、四波混频和光参量振荡等. 其中一些非线性过程本身会导致光量子态的产生。另一个利用光的强禁闭而衍伸出的研究领域是腔光机械学，其中光束与谐振器的机械运动的来回相互作用变得强耦合  。这个领域，量子效应也开始发挥作用。 
微腔有许多应用，目前经常用于光电子，其中最为人所知的是垂直腔表面发射激光器VCSEL。最近，通过将量子点放置在微腔中，现实了单光子发射装置。这些光源对量子密码学和量子计算机 有很大的意义。
在《自然》杂志上发表的综述文章中给出了概述 。

## 类型

### 驻波
微腔支持单模或几种驻波模式，是由间隔层的厚度决定。所谓的“腔模”，是指可以传输的一个波长，并于谐振腔内形成驻波。根据反射镜的类型和质量，在微腔中的透射光谱会形成所谓的阻带，即反射的长范围波长和透射的单个波长（通常在中心）。有多种制造驻波微腔的方法，可以通过蒸发介电介质的交替层以形成反射镜 ( DBR ) 和间隔层内的介质，也可以通过修改半导体材料或金属反射镜来达成。

### 行波
通常称为“微谐振器”，行波微腔的波在方向上以环状方式传播，具体如何取决于输入光方向。它们可以是回音壁谐振器的形式，也可以是集成环形谐振器。制造它们的典型材料可以是半导体，例如硅、二氧化硅、氮化硅、结晶氟化物（ CaF2 、 MgF2 、 SrF2 ）或铌酸锂。选择的材料使其在所需应用的波长下是低损耗和透明的。通常，此类结构是通过金刚石车削或对圆柱形材料棒进行微加工（特别是氟化物和铌酸锂），或通过光刻和电子束光刻在芯片上产生图案化谐振器（用于硅基材料）来制造的。
当波长的整数倍与谐振器的圆周匹配时，因为相长干涉，谐振波会被激发。在共振时，光场可以被增强几百甚至到几百万倍，其量由谐振器的精细系数决定 。这情形也导致超高品质因数，就是说光在衰减到周围环境之前绕着圆周传播了数百万次  。

## 參閱
- 光腔
- 垂直腔面发射激光器